# Peter Deutsch
Hans Peter Deutsch (født 18. september 1901 i Berlin, Tyskland, død 13. maj 1965 i København) var en tysk-dansk kapelmester, musikarrangør og komponist.
Deutsch blev født i Berlin (Schöneberg). Efter endt uddannelse som saxofonist og pianist debuterede han som kapelmester i Tyskland 1929. Han ernærede sig som komponist og arrangør af musik ved filmstudierne i Berlin indtil 1933 da jødeforfølgelserne satte ind, og han emigrerede til Danmark. Her blev han beskæftiget ved filmstudierne i Københavnsområdet. Oktober 1943 blev Deutsch arresteret af tyskerne og deporteret til koncentrationslejren Theresienstadt, hvor han bl.a. organiserede lejrens orkester og var dets kapelmester til krigens slutning. Straks efter sin tilbagekomst til Danmark genoptog han sin karriere og arrangerede filmmusik. Sideløbende med filmkarrieren blev han 1951 dirigent for Dansk ungdoms Symfoniorkester og Københavns Kommunes Skoleorkester fra 1955. I 1947 var han medstifter af Dansk Musikbearbejderforening og udgjorde sammen med formanden, Herman Hoffmark, Vilfred Kjær, Hans Schreiber og Henry Hagemann den første bestyrelse. Foreningens formål er at arbejde for kunstnerisk og økonomisk beskyttelse af musikarrangørers arbejder.
Han indledte en epoke i dansk underholdnings- og filmmusik, idet han kombinerede sin klassiske musikeruddannelse med en helt speciel form for underholdningsmusik. Mange senere danske musikarrangører har fulgt de nye veje, han viste.
Efter krigen skrev han desuden en lang række kompositioner, som ofte blev spillet som koncertmusik i restauranter og i radio. En stor del af dem blev indspillet på grammofonplader.

## Rollen som arrangør
- Barken Margrethe af Danmark (film 1934)
- Ud i den kolde sne (film 1934)
- De bør forelske Dem (film 1935)
- Bag Københavns Kulisser (film 1935)
- Week-End (film 1935)
- Snushanerne (film 1935)
- Kidnapped (film 1935)
- Millionærdrengen (film 1936)
- Panserbasse (film 1936)
- Giftes – nej tak! (film 1936)
- Frk. Møllers Jubilæum (film 1937)
- Danmark for Folket (film 1937)
- Inkognito (film 1937)
- Der var engang en Vicevært (film 1937)
- En fuldendt Gentleman (film 1937)
- Det Begyndte ombord, (film 1937)
- I dag begynder livet (film 1939)
- Familien Olsen (film 1940)
- Tag til Rønneby Kro (film 1941)
- Moster fra Mols (film 1941)
- Frk. Kirkemus (film 1941)
- Far skal giftes (film 1941)
- Tyrannens Fald (film 1942)
- Frk. Vildkat (film 1942)
- Søren Søndervold (film 1942)
- Op og ned langs kysten (film 1950)

## Egne kompositioner
- København, Kalundborg og -? (film 1934)
- Bag Københavns Kulisser (film 1935)
- Den kloge Mand (film 1937)
- Alarm (film 1938) Musik
- Nordhavets Mænd (1939)
- Den gamle præst ( film 1939)
- Far skal giftes (film 1941)
- Afsporet (film 1942)
- Tyrannens Fald (film 1942)
- Op med lille Martha (1946)
- Sikken en nat (film 1947)
- Kampen mod Kræften (film 1947)
- Historien om Hjortholm (film 1950)
- The gay nineties: valse brillante for strings (1951)
- Sønnen fra Amerika (film DK, 1957)
- Mallorca concerto (violinkoncert 1959)
- Rokoko Marionetten (ouverture (1959)
- Cirkus Buster (TV-serie/film 1961)
- Den rige enke (film 1962)
- Her er cirkus Buster (fjernsynsserie/film 1962)
- Crazy fiddle (under pseudonymet Pete Alman)
- The Beginning of a Romance (klaver og orkester)
- The Queen Elisabeth Concerto
- The Whispering Violin
- The Whistling Bobby
- Fantasi over Temaer af Kurt Weills opera Mahagonny